# Самборовиці (Сілезьке воєводство)
Самборовиці (пол. Samborowice, нім. Schammerwitz) — село в Польщі, у гміні Петровиці-Великі Рациборського повіту Сілезького воєводства.
Населення — 701 особа (2011).
У 1975-1998 роках село належало до Катовицького воєводства.

## Демографія
Демографічна структура станом на 31 березня 2011 року:
|          | Загалом | Допрацездатний вік | Працездатний вік | Постпрацездатний вік |
| -------- | ------- | ------------------ | ---------------- | -------------------- |
| Чоловіки | 322     | 48                 | 227              | 47                   |
| Жінки    | 379     | 74                 | 224              | 81                   |
| Разом    | 701     | 122                | 451              | 128                  |